# USS Zenobia (AKA-52)
USS Zenobia (AKA-52) – amerykański transportowiec (ang. attack cargo ship) typu Artemis. Jego nazwa pochodziła od planetoidy (840) Zenobia.
Stępkę okrętu położono na podstawie kontraktu z Maritime Commission (MC hull 1913) 12 maja 1945 roku w stoczni Walsh-Kaiser Co., Inc. w Providence. Zwodowano go 6 lipca 1945 roku, matką chrzestną była Lillian V. MacDonald. Jednostka weszła do służby w US Navy 6 sierpnia 1945 roku, jej pierwszym dowódcą był Lt. Comdr. F.C. Rice.
Działał jako jednostka pomocnicza na Atlantyku.
Wycofany ze służby 7 maja 1946 roku został sprzedany Chile 9 grudnia 1946 roku. Prawdopodobnie złomowany w 1974 roku.